# 名古屋市立名南中学校
名古屋市立名南中学校（なごやしりつ めいなんちゅうがっこう）は、愛知県名古屋市南区三吉町五丁目にある公立中学校。

## 沿革
- 1949年（昭和24年）9月1日 - 名古屋市立大江中学校敷地内に開校。
- 1949年（昭和24年）11月5日 - 名古屋市立南光中学校内に移転。
- 1953年（昭和28年）7月1日 - 現在地に分校として移転が決定。
- 1953年（昭和28年）9月25日 - 台風13号により浸水。避難者約3,570名。
- 1955年（昭和30年）4月1日 - 名南中学校分校として現在地に設置。
- 1956年（昭和31年）4月5日 - 南光中学校から分離独立。
- 1957年（昭和32年）11月 1日 - 校歌制定。
- 1959年（昭和34年）9月26日 - 伊勢湾台風。浸水最高水位230cmまで浸水。避難者400名、生徒死亡43名。10月12日まで浸水が続き、翌日から授業再開。
- 1960年（昭和35年）5月7日 - 伊勢湾台風による災害復旧工事が完了。
- 1974年（昭和49年）度 - 名南地域スポーツセンターが設置される[1]。
- 1976年（昭和51年）度 - 地域スポーツセンター開設に関連して、運動場に照明設備を整備する[1]。

## 通学区域
以下3校の小学校区。
- 名古屋市立柴田小学校
- 名古屋市立白水小学校
- 名古屋市立千鳥小学校

## 周辺
- 名古屋市立千鳥小学校
- 名古屋要町郵便局
- 天白川

## アクセス
- 名鉄常滑線 柴田駅から東へ700m
- 名古屋市営バス 要町バス停にて下車